# Pneumologie
Pneumologie (z řeckého pneumon – plíce a logos – nauka) je lékařský obor zabývající se výzkumem, diagnózou, prevencí a léčbou plicních onemocnění. Jde o podoobor vnitřního lékařství a souvisí s intenzivní medicínou. Dále se člení na řadu samostatných specializovaných podoborů, např. ftizeologie aj.
Pneumologie často zahrnuje péči o pacienty, kteří potřebují podporu života a mechanickou ventilaci. Pneumologové jsou speciálně vyškoleni v oblasti onemocnění a stavů hrudníku, zejména zápalů plic, astmatu, tuberkulózy, rozedmy plic a komplikovaných infekcí hrudníku.
Oddělení pneumologie obzvláště úzce spolupracují s některými dalšími specializacemi, jako je kardiologie a hrudní chirurgie.

## Historie pneumologie
Jedním z prvních významných objevů v oboru pneumologie byl objev plicního oběhu. Původně se předpokládalo, že krev, která se dostává do pravé části srdce, prochází malými "póry" v přepážce do levé části, kde se okysličuje, jak předpokládal Galén; objev plicního oběhu však tuto teorii, která byla dříve přijímána od 2. století, vyvrací. Ve 13. století anatom a fyziolog Ibn Al-Nafis přesně teoretizoval, že mezi oběma stranami (komorami) srdce neexistuje žádný "přímý" průchod. Domníval se, že krev musela procházet plicní tepnou, procházet plícemi a vracet se zpět do srdce, aby mohla být rozháněna po těle. Mnozí to považují za první vědecký popis plicního oběhu.
Péče o tuberkulózu plic, její léčba a studium jsou uznávány jako samostatný obor, ftizeologie. Když se tato specializace začala rozvíjet, došlo k několika objevům spojujícím dýchací systém a měření arteriálních krevních plynů, což přitahovalo k rozvíjejícímu se oboru stále více lékařů a výzkumníků.

## Význam pneumologie v jiných lékařských oborech
Chirurgické zákroky na dýchacích cestách obvykle provádějí specialisté v oboru kardiochirurgie (nebo hrudní chirurgie), i když menší zákroky mohou provádět i pneumologové. Pneumologie úzce souvisí s intenzivní medicínou, když se zabývá pacienty, kteří vyžadují mechanickou ventilaci. V důsledku toho se mnoho pneumologů kromě plicního lékařství specializuje také na intenzivní medicínu. Intervenční pulmonologie je relativně nový obor v rámci plicního lékařství, který se zabývá používáním postupů, jako je bronchoskopie a pleuroskopie, k léčbě několika plicních onemocnění. Intervenční pneumologie je stále více uznávána jako specifická lékařská specializace.